# Clifford Luyk
Clifford „Cliff“ Luyk Diem (* 28. Juni 1941 in Syracuse, New York, Vereinigte Staaten) ist ein ehemaliger spanisch-US-amerikanischer Basketballspieler und -trainer. Der 2,02 Meter große Center verbrachte den größten Teil seiner Karriere bei Real Madrid und galt in den 1960er und 1970er Jahren als einer der besten Spieler Europas.

## Laufbahn

### Spieler

#### Verein
Clifford Luyk begann seine Karriere in der University of Florida, für dessen Basketballteam er drei Saisons lang in der Southeastern Conference spielte. Im Sommer 1962 wurde der damals 21-Jährige vom spanischen Klub Real Madrid verpflichtet und stieg schnell zu einem der bedeutendsten Spieler im europäischen Basketball auf. Mit den Madrilenen konnte er in der Saison 1963/64 die Dominanz der Teams aus der Sowjetunion brechen und erstmals den Europapokal der Landesmeister gewinnen. Insgesamt gelangen ihm mit Real sechs Siege im höchsten europäischen Klubbewerb. Zudem holte er 14 Spanische Meistertitel und zehn Pokalsiege. Berühmt war Luyk vor allem für seinen Hakenwurf. Aufgrund seiner zahlreichen Erfolge wird er von der Euroleague als eine der 50 bedeutendsten Persönlichkeiten des europäischen Basketballs geführt.

#### Nationalmannschaft
Clifford Luyk, der mit der Miss Spanien (1966) und Miss Europe (1967) Paquita Torres verheiratet ist, nahm im Jahr 1968 die spanische Staatsbürgerschaft an. Mit der Nationalmannschaft der Iberer bestritt er 150 Spiele, bei der Europameisterschaft 1973 holte er die Silbermedaille.

### Trainer
Luyk, der von 1983 bis 1990 bei Real Madrid als Co- und Nachwuchstrainer arbeitete, übernahm in der Saison 1990/91 erstmals das Amt des Cheftrainers beim Lokalrivalen Atlético de Madrid - Villalba. Nach einem weiteren Jahr bei Juver Murcia kehrte er 1992 zu Real Madrid zurück. Mit den Hauptstädtern gewann er zwei Mal in Folge die Meisterschaft sowie den Europapokal der Pokalsieger 1992. In der Saison 1992/93 erreichte er zudem das Final-Four des Europapokals der Landesmeister.

## Erfolge
Klub
- 14 Spanische Meistertitel (1963–66, 1968–77)
- 10 Spanische Pokalsiege (1965, 1966, 1967, 1970, 1971, 1972, 1973, 1974, 1975, 1977)
- 6 Europapokale der Landesmeister (1964, 1965, 1967, 1968, 1974, 1978)
- 3 Intercontinental Cup (1976, 1977, 1978)
- MVP der Finalspiele im Europapokal der Landesmeister 1965

Nationalmannschaft
- Basketball-Europameisterschaft (1973): Silbermedaille (mit Spanien)

Trainer
- 2 Spanische Meistertitel (1992/93, 1993/94)
- 1 Spanischer Pokalsieg (1993)
- 1 Europapokal der Pokalsieger (1992)